# Montvalezan
Montvalezan is een gemeente in het Franse departement Savoie in de regio Auvergne-Rhône-Alpes. Ze telt 718 inwoners (2020). Montvalezan ligt in de landstreek Tarentaise. Het 25,9 km² grote grondgebied strekt zich uit van een 2939 meter hoge bergkam op de Italiaanse grens in het noordoosten tot het Isèredal tweeduizend meter lager in het zuidwesten. De gemeente bestond tot midden 20e eeuw uit een verzameling gehuchtjes op de zuidgerichte bergflank. Sinds 1960 is een daarvan, het hogergelegen La Rosière, uitgebouwd tot skidorp. Het bijhorende skigebied is sinds 1986 verbonden met La Thuile in het Aostadal, waardoor Espace San Bernardo ontstond.

## Geografie
De oppervlakte van Montvalezan bedraagt 25,9 km². De gemeente grenst aan La Thuile in Italië in het noorden, Sainte-Foy-Tarentaise in het oosten, Villaroger in het zuiden en Séez in het westen. Het dichtstbij gelegen stadje is Bourg-Saint-Maurice, op 15 minuten rijden. De weg D1090 tussen Bourg-Saint-Maurice en de Kleine Sint-Bernhardpas doorkruist La Rosière. In de wintermaanden is de Kleine Sint-Bernhardpas gesloten. Behalve La Rosière en de nabijgelegen wijk Les Eucherts, telt de gemeente tientallen gehuchten op de lagergelegen flank, waaronder de hoofdplaats Montvalezan, le Solliet, les Laix, Hauteville, la Combaz, le Châtelard, les Moulins, le Mousselard, le Villaret, le Griotteray en la Rochette. Die worden ontsloten door de D84 en lokale wegen. 

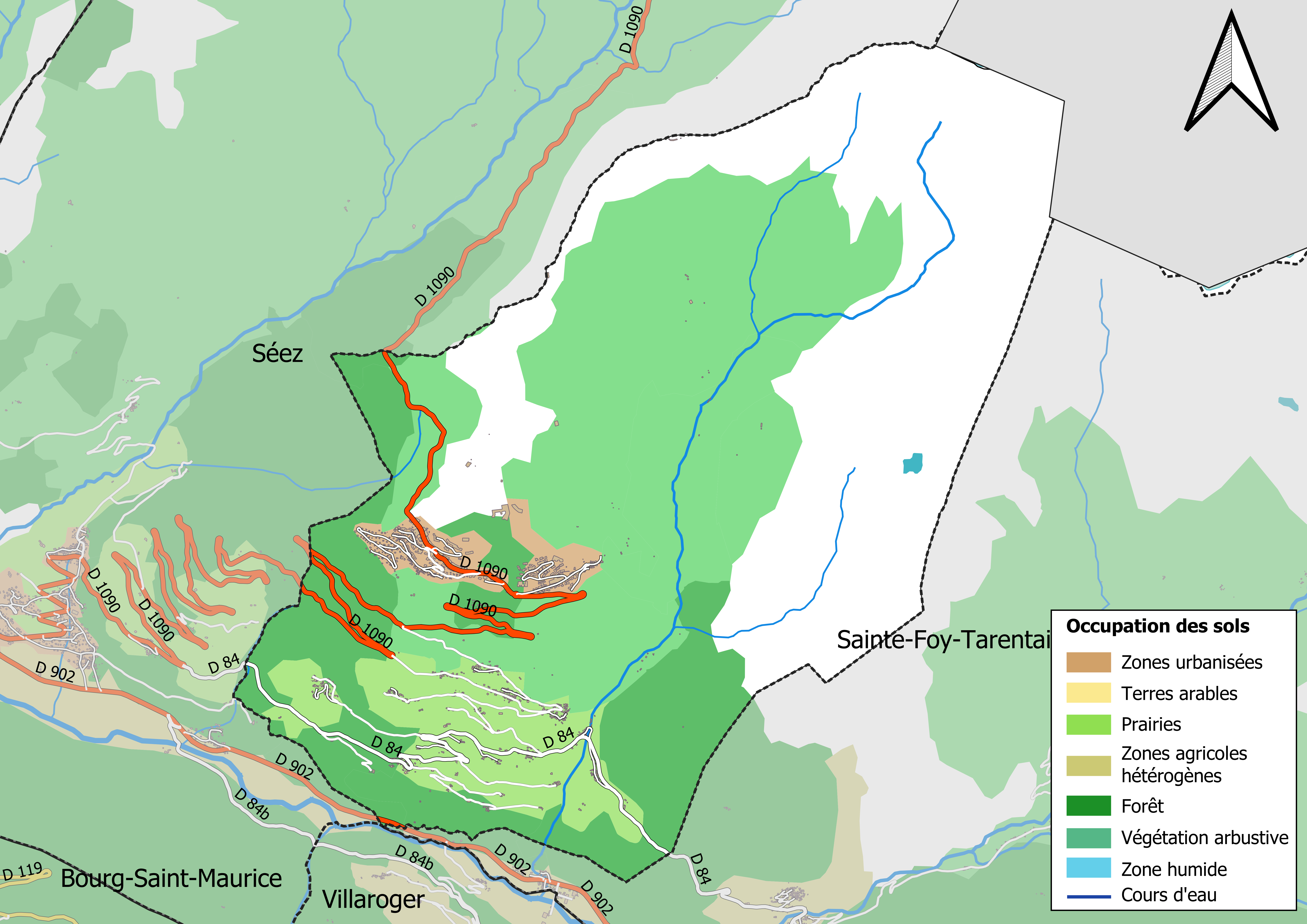
Infrastructuur en bodemgebruik
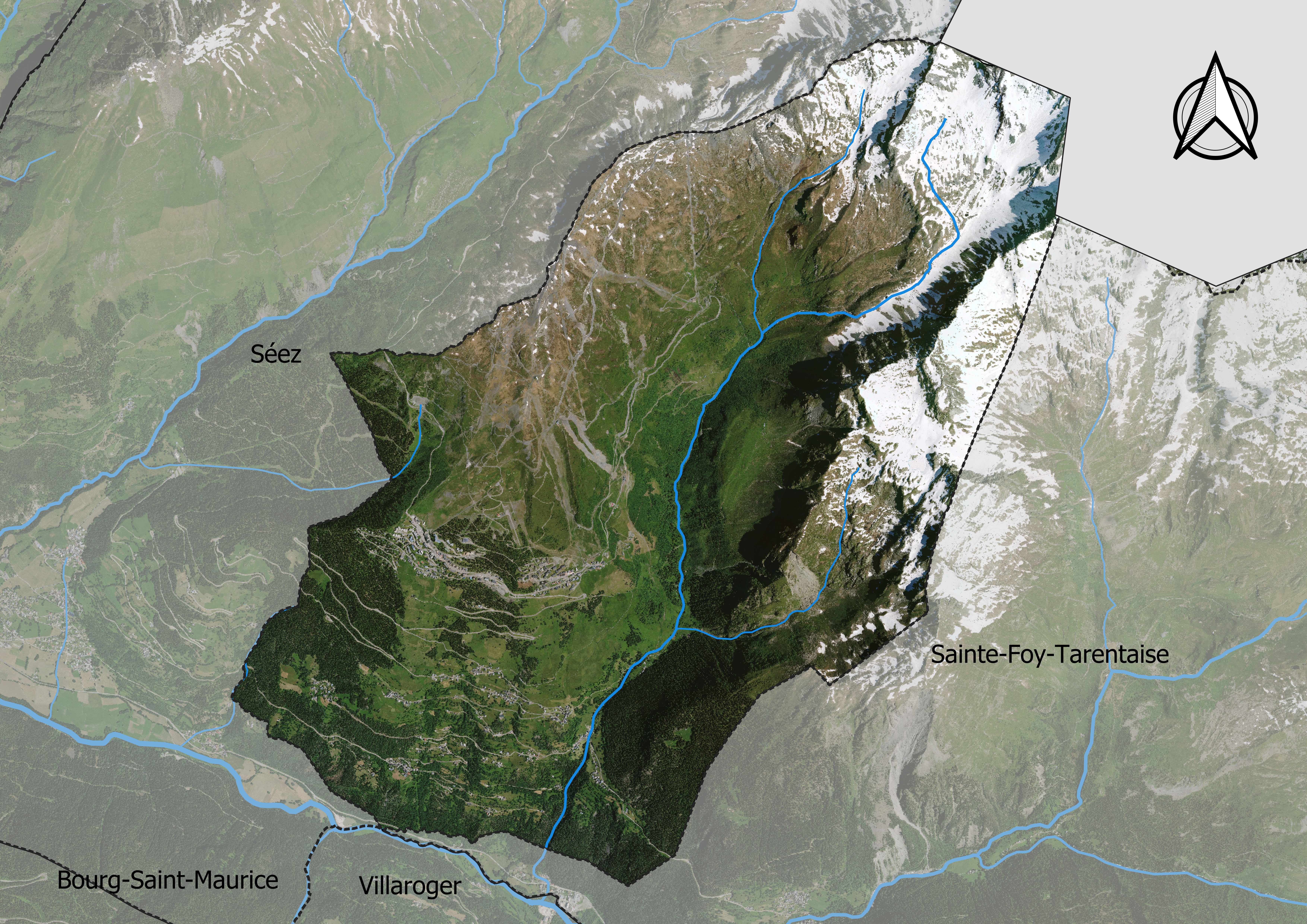
Satellietfoto en waterlopen

## Demografie
Met 718 inwoners in 2020, bedraagt de bevolkingsdichtheid 28 inwoners per km². Sinds de jaren 70 neemt de bevolking van Montvalezan gestaag toe. Onderstaande figuur toont het verloop van het inwonertal (bron: INSEE-tellingen).